# Gallon Drunk

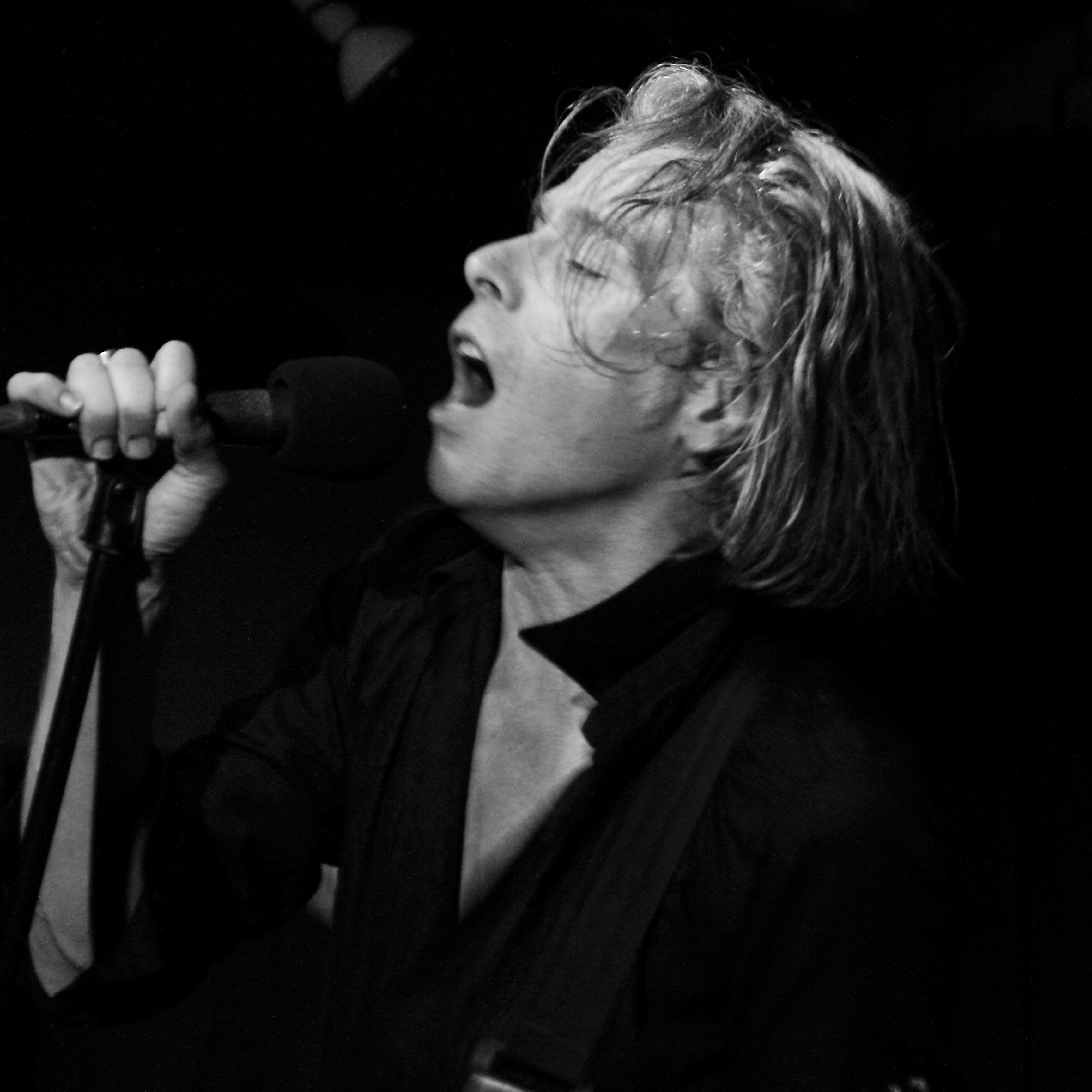
James Johnston

Gallon Drunk ist eine 1988 gegründete britische Alternative-Rock-Band um den Gitarristen und Sänger James Johnston. Ihr dunkler Wall of Sound greift Einflüsse von Punk, Blues und Jazz auf.

## Geschichte
Gallon Drunk wurde 1988 von James Johnston (Gesang, Gitarre, Keyboard) und Mike Delanian (Bass) in London gegründet. 1990 stieß Nick Coombe (Schlagzeug) dazu.
Nach der Veröffentlichung einer ersten Single Snakepit wurden sie vom Label Clawfist unter Vertrag genommen, bei dem Ende 1990 ihre zweite Single Ruby erschien. Hier wurde die Band von Gary Bonneyface an den Maracas verstärkt. Nachdem Max Décharné am Schlagzeug und Joe Byfield (kurzfristig Mitglied von My Bloody Valentine) an den Maracas Coombe und Bonneyface ersetzt hatten, erschienen 1991 drei weitere Singles. Some Fool’s Mess erreichte dabei die Auszeichnung „Single of the Week“ des New Musical Express. Das Debütalbum der Band You, the Night … and the Music wurde 1992 veröffentlicht und erschien in den Vereinigten Staaten bei Rykodisc.
Mit ihrem zweiten Album From the Heart of Town wuchs die Popularität der Band. Das Album wurde für den Mercury Music Prize nominiert und verschaffte ihnen einen Vertrag beim US-amerikanischen Label Sire Records. In Folge spielten sie als Vorgruppe bei der US-Tournee von Morrissey unter anderem in der Hollywood Bowl und im Madison Square Garden. Während der folgenden Tour im Vereinigten Königreich schloss sich der Saxophonist und Keyboarder Terry Edwards, der vorher bereits als Studiomusiker in der Band mitgewirkt hatte, der Band an. Im Anschluss an die folgende Europa- und US-Tour mit PJ Harvey verließ Max Décharné die Band und wurde von Ian White ersetzt. Edwards und White gehören seitdem zur festen Besetzung von Gallon Drunk.

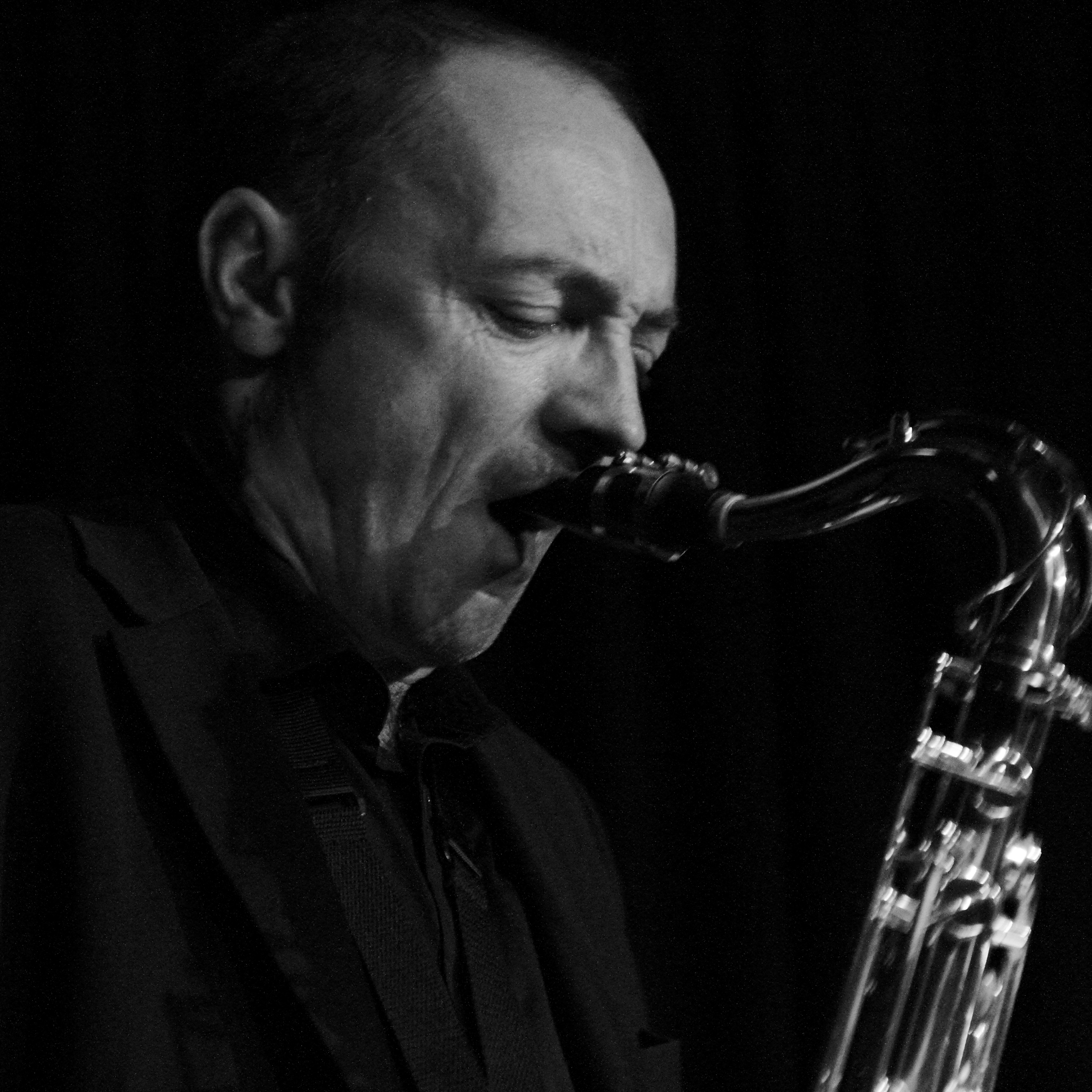
Terry Edwards

Im neuen Line-up erschienen die EP The Traitor’s Gate (1995) und das hoch gelobte Album In the Long Still Night (1996 bei City Slang). Die letzte Veröffentlichung vor einer vorübergehenden Trennung der Band war im März 1997 die Single To Love Somebody. 2000 kehrte die Band mit der EP Blood is Red zurück. Dabei hatte Jeremy Cottingham Mike Delanian am Bass ersetzt. 1999 spielten sie den Soundtrack für den Film Black Milk von Nicholas Triandafyllidis ein. 2002 erschien das Album Fire Music.
Während einer anschließenden Auszeit ab 2003 spielte und tourte James Johnston als Mitglied von Nick Cave and the Bad Seeds. Außerdem war er von 2006 bis 2012 Mitglied der Krautrockband Faust. Johnston, White und gelegentlich Edwards bilden auch die Begleitband von Lydia Lunchs Big Sexy Noise. 2007 kehrten Gallon Drunk in der Besetzung Johnston, White und Edwards mit Simon Wring am Bass zurück. Es erschien das Studioalbum The Rotten Mile. 2008 wurde das Livealbum Live at Klub 007 veröffentlicht.
Nach dem Tod von Simon Wring 2011 nahm die Band The Road Gets Darker from Here im renommierten Hamburger Analog-Studio Clouds Hill mit Leo Kurunis am Bass auf. In gleicher Besetzung und im gleichen Studio aufgenommen erschien im März 2014 das Album The Soul of the Hour. Eine Tour schloss sich im Frühjahr 2014 an.

## Stil und Rezeption
Gallon Drunks Kombination von Punk-Rock, Jazz, Rockabilly, Blues und Rhythm and Blues wird häufig mit The Birthday Party verglichen.
Andreas Borcholte schrieb auf Spiegel Online über The Road Gets Darker from Here: „Die Musik, die Gallon Drunk auf ihrem siebten Album seit 1992 mit fiebriger Hingabe zelebrieren, ist der Blues in seiner von Punk und Südstaaten-Rock infizierten Form, den Morphine einst in Zeitlupe erstarren ließen. In Gallon Drunk hingegen ist noch punch, da tobt noch Wutgebräu in den ausgemergelten Körpern. Die dunkel dräuenden Saxophon-Sounds von Terry Edwards treiben Johnstons Gitarren- und Orgel-Spiel in unsicheres Terrain, eine ewige Nachtlandschaft voll alkoholtrunkener Dämonen, über die das Schicksal mit schweren Schlägen herrscht.“
Tine Ohlau schrieb auf ByteFM: „Die Band ist ihrem Ruf treu geblieben, sich mit jedem Album zu verbessern bzw. zu verändern. In The Soul Of The Hour sind es die langen instrumentalen Passagen und teilweise hypnotisierenden Momente, das Übereinanderlegen verschiedenster musikalischer Einflüsse und über allem die Angst vor dem Rennen der Zeit.“

## Diskografie

### Studioalben
- 1992: You, the Night … and the Music (Clawfist / Rykodisc)
- 1993: From the Heart of Town (Clawfist / Sire)
- 1996: In the Long Still Night (City Slang)
- 1999: Black Milk (FM)
- 2002: Fire Music (Sweet Nothing)
- 2007: The Rotten Mile (Fred Ltd.)
- 2012: The Road gets Darker from Here (Clouds Hill)
- 2014: The Soul of the Hour (Clouds Hill)

### Kompilationen und anderes
- 1991: Tonite … the Singles Bar (Clawfist / Rykodisc)
- 1992: Clawfist – The Peel Sessions (Strange Fruit / Dutch East India; Split mit Breed)
- 1993: Dora Suarez (Clawfist; Multimediaproject mit dem Schriftsteller Derek Raymond, basierend auf dessen Roman Ich war Dora Suarez)
- 2003: Bear Me Away: An Anthology of Rare Recordings 1992–2002 (Sweet Nothing)
- 2008: Live at Klub 007 (Sartorial; Live in Prag)